# Ricardo Giuliani
Ricardo Giuliani (Quaraí, 1963) es un artista visual, abogado, escritor y músico brasileño. Estudio en el Colegio Santa María y en la Pontificia Universidad Católica de Río Grande del Sur.
Participó en el evento "El Canon pobres - Una arqueología de la precariedad en el arte"
También presentó la exposición Transparente en octubre de 2015 la cual es un juego de palabras "transparente", "aparente" y "trans", sugiriendo un diálogo entre el contenido y la forma de las obras que el artista tiene, ya que utiliza rayos X es compatible con diseños de iluminación de fondo , collages y pintura.
Trabaja de forma privada en un bufet de abogados.